# Filippo Anfuso
Filippo Anfuso (* 1. Januar 1901 in Catania; † 13. Dezember 1963 in Rom) war ein italienischer Diplomat, Staatssekretär im Außenministerium von Salò und neofaschistischer Politiker.

## Leben
1917 veröffentlichte er seine erste Gedichtsammlung. Er wurde Korrespondent von La Nazione und La Stampa im Deutschen Reich. Von September 1919 bis Dezember 1920 besetzte er mit Gabriele D’Annunzio Fiume in der italienischen Regentschaft am Quarnero.
Er studierte Rechtswissenschaft und trat 1925 mit Galeazzo Ciano, mit welchem ihn eine wechselseitige Rivalität verband, in den auswärtigen Dienst. Von 1927 bis 1929 war er in München beschäftigt. Von 1929 bis 1931 war er in Budapest beschäftigt. Von 1931 bis 1932 wurde er in Berlin beschäftigt. Von 1932 bis 1934 war er Geschäftsträger in Nanjing. Von 1934 bis 1936 wurde er in Athen beschäftigt. Er wurde im August 1936 als Geschäftsträger zu Francisco Franco entsandt und kam November 1936 mit dem Entwurf eines italienisch-spanischen Vertrags nach Rom zurück, der am 28. November 1936 unterzeichnet wurde und die italienische Intervention auf Seiten der Putschisten um Franco regelte. Ende Juni 1937 handelte Anfuso die Waffenhilfe der Putschisten, die anfangs ein Volumen von 200 Millionen Lire aufwies, auf 80 Millionen Lire herunter. 1937 ernannte ihn Außenminister Ciano zu seinem Capo di gabinetto (Kabinettschef).
Am 30. September 1938 begleitete Anfuso Benito Mussolini zum Münchner Abkommen.
Im Oktober 1940 war er in einer Mission in Griechenland unterwegs. Am 12. Februar 1941 war Außenminister Ciano als Flieger auf Bari stationiert, weshalb er von seinem Bürovorsteher Anfuso bei Gesprächen von Mussolini mit Franco vertreten wurde.
Im April 1941 war Anfuso Gesandter in Zagreb. Als solcher befand er mit Siegfried Kasche, ob der international Gesuchte Ante Pavelić einreisen und Staatschef werden durfte.
Nachdem der deutsche Außenminister Joachim von Ribbentrop noch am 14. Juni 1941 ausweichend auf Fragen Cianos bezüglich Angriffsplänen gegen die Sowjetunion geantwortet hatte, überreichte Hans Georg von Mackensen Ciano am 22. Juni einen Brief Hitlers an Mussolini, in dem er vom Unternehmen Barbarossa berichtete. Der anwesende Anfuso übersetzte das Schreiben ins Italienische.
Im August 1941 vertrat Anfuso den erkrankten Ciano bei einem Besuch von Mussolini in der Wolfsschanze. Als „einer der bestaussehenden Männer Roms“ schilderte er, dass sich bei Adolf Hitler bereits die körperlichen Folgen von dessen längeren Aufenthalten in seinem riesigen unterirdischen Bunkerkomplex zeigten: Sein Blick war weniger beweglich, und er wirkte dünn und erschöpft. Bei einem gemeinsamen Ausflug bestand Mussolini darauf, das Steuer des kleinen Flugzeugs zu übernehmen; zum Vorschlag, dass Mussolini die Maschine landen würde, konnte kein Konsens gefunden werden.
Von Dezember 1941 bis September 1943 war er italienischer Gesandter in Budapest. Anfang 1943 berichtete Anfuso aus Budapest über Waffenstillstandsverhandlungen des Regimes von Miklós Horthy mit britischen und US-amerikanischen Abgesandten an Ciano und wollte auch für Italien Waffenstillstandsverhandlungen angeregt haben. Mussolini witterte eine Verschwörung und führte im Februar 1943 eine Kabinettsumbildung durch. Er übernahm die Ressorts Armee, Luftwaffe, Marine, das Auswärtige Amt und das Innenministerium. Nach dem Treffen von Hitler und Mussolini in Feltre am 19. Juli 1943 war Anfuso in Rom, als dort der Rangierbahnhof bombardiert wurde.

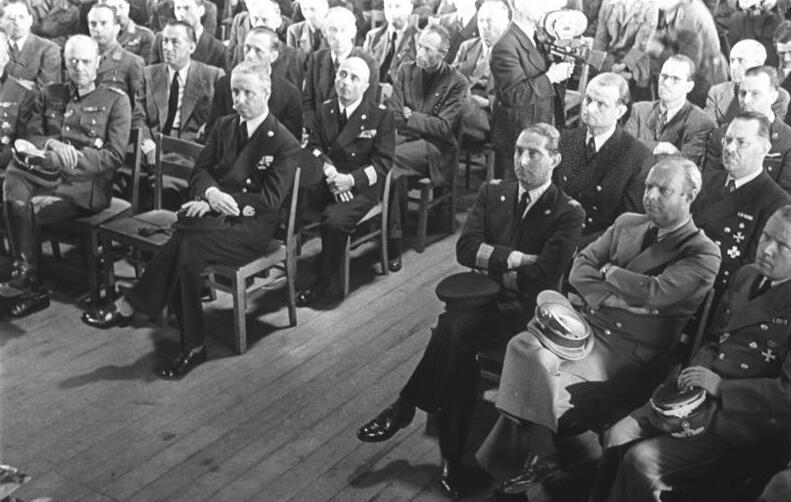
August 1944

Am 18. September wurde er nach München geflogen, um in den folgenden Tagen Mussolini in Schloss Hirschberg am Haarsee zu unterstützen. Dieser bereitete sich dort auf seine Rückkehr nach Italien vor, nachdem er am 12. September im Unternehmen Eiche befreit worden war. Mussolini sandte Anfuso als Botschafter der Italienischen Sozialrepublik nach Berlin.
Anfuso begann am 28. September in Berlin seine Tätigkeit; am 7. November 1943 übergab er sein Akkreditierungsschreiben. Er blieb bis zum 26. März 1945 in Berlin.
Anfuso wurde vorgeworfen, an dem von Ciano initiierten, vom Turiner Servizio Informazioni Militare beauftragten und von der Cagoule am 9. Juni 1937 in Bagnoles-de-l’Orne, Département Orne ausgeführten Morden an den Brüdern Sabatino (genannt „Nello“; * 29. November 1900 in Rom) und Carlo Rosselli beteiligt gewesen zu sein. Die Alta Corte di Giustizia verurteilte ihn am 12. März 1945 wegen Beteiligung an Verbrechen des Faschismus und Kollaboration mit den deutschen Besatzern in Abwesenheit zum Tod. Mussolini ernannte Anfuso daraufhin aus Sympathie, am 26. März 1945, nach dem Tod Serafino Mazzolinis (23. Februar 1945) und der Amtszeit von Alberto Mellini Ponce de Leon zu seinem Staatssekretär als Außenminister in Salò in der italienischen Sozialrepublik.
Von Ende März bis 16. April 1945 hielt er sich in Gargnano auf. Rudolf Rahn und Karl Wolff forderten ihn auf, nach Berlin zu gehen. Das Diplomatische Korps war nach Bad Gastein verlegt worden und Anfuso kehrte am 26. April 1945 nach Italien zurück.
Er entwich nach Frankreich, wo er wegen Gefährdung des französischen Staates in Untersuchungshaft genommen wurde. 1945 bis 1947 verbrachte er in den Haftanstalten von La Santé, Maison d’arrêt de Fresnes und Maison d’arrêt de Nanterre. Ein französisches Gericht sprach ihn aus Mangel an Beweisen frei, worauf er sich 1948 nach Spanien absetzte. Am 14. Oktober 1949 wurde er durch ein Berufungsgericht in Perugia aus Mangel an Beweisen freigesprochen und anschließend als Gesandter I. Klasse in den Ruhestand versetzt.
1950 kehrte er nach Italien zurück, schloss sich dem Movimento Sociale Italiano an und übernahm die Leitung des Parteiorgans Il Secolo d'Italia. 1953 wurde er über die Landesliste sowie 1958 und 1963 als Kandidat für Catania in die Camera dei deputati gewählt, wo er beim Abhalten einer Rede einen tödlichen Herzinfarkt erlitt.

## Veröffentlichungen
- Rom-Berlin-Salo (1936–1945). 1950, Rom, Aufsatz,
- Rom―Berlin in diplomatischem Spiegel. Übersetzt von Egon Heymann, Essen, 1951, 41 S.
- Du Palais de Venise au Lac de Garde. Calmann-Levy, Paris, 1949, 427 S.
- Roma, Berlino, Salò (1936–1945). Garzanti, Milano, 1950, 587 S.
- L’innocenza del mezzogiorno e altri racconti. Garzanti, Milano, 1951, 171 S.
- Rom-Berlin im diplomatischen Spiegel. Pohl, München, Essen, Hamburg, 1951, 361 S.
- Die beiden Gefreiten – Ihr Spiel um Deutschland und Italien. Pohl, München, 1952, 361 S.
- Da Palazzo Venezia al lago di Garda 1936–1945. Cappelli, Bologna, 1957, 509 S.
- Da Jalta alla luna, Tipografia Tambone. Roma, 1959, 46 S.
- Fino a quando? Edizioni del Borghese, Milano, 1962, 292 S.
- Discorsi ai sordi. Ediltaroma, Roma, 1964, 529 S.

2002 wurde in Catania eine Straße nach ihm benannt.